# Louis VIII de Hesse-Darmstadt
Pour les articles homonymes, voir Louis VIII.
Louis VIII de Hesse-Darmstadt (en allemand Ludwig VIII von Hessen-Darmstadt), né le 5 avril 1691 à Darmstadt et mort le 17 octobre 1768 dans cette même ville, est landgrave de Hesse-Darmstadt de 1739 à sa mort.

## Biographie
Louis VIII est le fils aîné du landgrave Ernest-Louis de Hesse-Darmstadt et de son épouse Dorothée-Charlotte de Brandebourg-Ansbach.
Succédant à son père en 1739, il fonde une manufacture de textile en 1742 et un orphelinat en 1746. Peu doué cependant pour l'économie, seules ses bonnes relations avec l'impératrice Marie-Thérèse empêchent la banqueroute du landgraviat. Aussi prend-il le parti de l'Autriche lors de la guerre de Sept Ans. En 1767, il publie un décret ordonnant l'éclairage des rues de sa capitale Darmstadt mais aussi un décret interdisant de boire du café. 
Il voue une telle passion à la chasse qu'on le surnomme « le landgrave chasseur ». 
En 1764, âgé de 73 ans, le landgrave se fait remarquer lors du couronnement du roi des Romains, l'archiduc Joseph d'Autriche, à Francfort-sur-le-Main. Alors que chaque prince tâche d'affirmer son indépendance face au pouvoir impérial, le vieux landgrave, tel un prince de l'ère médiévale, s'agenouille devant le jeune héritier de l'empire et déclare que ce jour est le plus important de sa vie. 
Il sait aussi s'entourer des compositeurs et des peintres de son temps. En 1766, le célèbre compositeur Telemann, âgé de 85 ans, compose une fanfare pour l'anniversaire du landgrave, de dix ans son cadet. Il compose lui-même et meurt dans sa loge au cours d'une représentation à l'opéra de Darmstadt.

## Mariage et descendance
Louis VIII se marie le 5 avril 1717 au château de Philippsruhe avec Charlotte (1700 – 1726), fille du comte Jean-René III de Hanau-Lichtenberg. Six enfants sont nés de cette union :
- Louis IX (1719 – 1790), landgrave de Hesse-Darmstadt, d'où la succession de Hesse-Darmstadt ;
- Charlotte-Wilhelmine-Frédérique (1720 – 1721) ;
- Georges-Guillaume (1722 – 1782) : en viennent les successions de Hesse-Darmstadt et du Rhin, de Mecklembourg-Strelitz, de Hohenzollern-Prusse-Empire allemand, et de Bavière ;
- Caroline-Louise (1723 – 1783), épouse en 1751 le margrave Charles Ier de Bade ;
- Auguste (1725 – 1742) ;
- Jean-Frédéric-Charles (1726 – 1746).